# Чубрилович, Неделько
Неделько Чубрилович (серб. Недељко Чубриловић / Nedeljko Čubrilović, родился 5 апреля 1953 года в Крупе-на-Врбасу, СФРЮ) — государственный деятель Республики Сербской, председатель Народной скупщины Республики Сербской (2014—2022), министр транспорта и связи Республики Сербской (2006—2014). По национальности серб.

## Биография
Неделько Чубрилович родился в 1953 году в городе Крупа-на-Врбасу. По образованию инженер машиностроения. на протяжении своей карьеры длительностью в более чем двадцать лет занимал многие должности — от рядового инженера до директора завода. Возглавлял исполнительный комитет администрации Баня-Луки и Управление путей РС.
Женат, отец двоих детей.